# Xiang'er (köping i Kina, lat 30,05, long 103,79)
Xiang'er (kinesiska: 象耳镇, 象耳) är en köping i Kina. Den ligger i provinsen Sichuan, i den sydvästra delen av landet, omkring 73 kilometer söder om provinshuvudstaden Chengdu. Antalet invånare är 11 624. Befolkningen består av 5 731 kvinnor och 5 893 män. Barn under 15 år utgör 10,0 %, vuxna 15-64 år 75 %, och äldre över 65 år 13,0 %.
Genomsnittlig årsnederbörd är 1 512 millimeter. Den regnigaste månaden är juli, med i genomsnitt 367 mm nederbörd, och den torraste är januari, med 14 mm nederbörd.